# نیکولز (فلوریدا)
نیکولز (به انگلیسی: Nichols) یک منطقهٔ مسکونی در ایالات متحده آمریکا است که در فلوریدا قرار دارد. نیکولز ۳۵٫۰۵ متر بالاتر از سطح دریا واقع شده‌است.